# 新潟県道286号岩船港線
新潟県道286号岩船港線（にいがたけんどう286ごう いわふねこうせん）は、新潟県村上市内を通る一般県道である。

## 概要

### 路線データ
- 起点：岩船港（新潟県村上市岩船港町）
- 終点：新潟県村上市片町（新潟県道3号新潟新発田村上線・新潟県道530号村上停車場線交点）
- 終点（バイパス）：新潟県村上市上助渕字丸山（日本海東北自動車道・新潟県道531号村上神林線交点）

## 地理

### 通過する自治体
- 新潟県村上市

### 接続する道路
- 村上市道（起点：村上市岩船港町、岩船港）
- 新潟県道3号新潟新発田村上線（坂町鼠ヶ関道）（村上市岩船下大町）
- 国道345号（浦田交差点）
- 新潟県道286号岩船港線（バイパス）（山居町交差点）
- 新潟県道531号村上神林線（羽黒町交差点 - 大町交差点で重複）
- 新潟県道530号村上停車場線（大町交差点 - 片町交差点（終点）で重複）
- 新潟県道3号新潟新発田村上線（終点：片町交差点）

バイパス（村上市山居町2丁目 - 村上市上助渕字丸山）
- 新潟県道286号岩船港線（現道）（山居町交差点）
- 日本海東北自動車道・新潟県道531号村上神林線（終点：村上瀬波温泉IC、上助渕丸山交差点）

### 周辺
- JR羽越本線 村上駅
- 村上税務署
- 新潟地方法務局村上支局
- 新潟家庭裁判所村上出張所
- 村上簡易裁判所
- 新潟県村上警察署
- 村上市消防署
- 新潟県厚生農業協同組合連合会 村上総合病院
- 医療法人山北会 肴町病院
- 新潟県村上地域振興局
  - 企画振興部
  - 農林振興部
  - 地域整備部
- 村上市役所
- 新潟県立村上特別支援学校
- 新潟県立村上高等学校
- 新潟県立村上桜ヶ丘高等学校
- 村上市立村上東中学校
- 村上市立岩船小学校
- 村上市立村上南小学校
- 村上市立村上小学校
- 村上市立神納東小学校
- 第四北越銀行村上支店
- 第四北越銀行村上中央支店
- 大光銀行村上支店
- 新潟県労働金庫村上支店
- 村上信用金庫本店
- JAにいがた岩船村上支店
- 新潟漁業協同組合岩船港支所
- 岩船郵便局
- 村上郵便局
- 村上小町郵便局
- 村上久保多町郵便局
- YZマート村上店
- 原信村上インター店
- ファッションセンターしまむら村上店
- 西松屋マーケットシティ村上店
- クスリのコダマ村上店
- ドラッグトップス村上国道店
- イエローハット村上インター店
- ミスタータイヤマン村上
- 三面川
- 三面川中洲公園
- 三面川東河川緑地
- 臥牛山（標高 135m）
  - 村上城跡
- 岩船港
- 岩船海水浴場
- 村上体育館
- 村上歴史文化館
- 村上市郷土資料館